# Asthena melanosticta
Asthena melanosticta là một loài bướm đêm trong họ Geometridae.